# Marlenis Costa
Marlenis Costa Blanco (Pinar del Río, 30 de julho de 1973) é uma ex-voleibolista indoor cubana que foi medalhista em edições da Olimpíada de Verão e Campeonato Mundial. Fez parte da geração que integrou a Seleção Cubana na década de 1990 e por esta sagrou-se tricampeã de forma consecutiva dos Jogos Olímpicos de Verão, nos anos de 1992, 1996 e 2000..

## Carreira
Costa disputou as edições do Campeonato Mundial sediado em São Paulo-Brasil no ano de 1994 conquistando a medalha de ouro de forma invicta e conquistou seu bicampeonato invicto na edição de 1998 ocorrida em Osaka-Japão.